# Blyton
Blyton – wieś w Anglii, w hrabstwie Lincolnshire, w dystrykcie West Lindsey. Leży 26 km na północny zachód od Lincoln i 219 km na północ od Londynu.
W 2001 miejscowość liczyła 1086 mieszkańców.